# 尾穗嵩草
尾穗嵩草（学名：Carex cercostachys）为莎草科薹草属下的一个种。